# Léon Landini
Pour les articles homonymes, voir Landini (homonymie).
Léon Landini, né le 9 avril 1926 à Saint-Raphaël (Var), est un militant communiste et résistant français d'origine italienne, membre des Francs-tireurs et partisans - Main-d'œuvre immigrée (FTP-MOI).
Il est l'un des fondateurs, en 2004, du Pôle de renaissance communiste en France (PRCF), parti dissident du Parti communiste français (PCF).

## Biographie

### Origines et famille
Son père, Aristide Landini, charbonnier originaire du village de Torniella en Toscane et « rouge pur et dur », avait émigré en France en 1921 pour fuir la répression fasciste. Engagé dans la Résistance, comme FTP-MOI, il est arrêté avec son fils aîné, Roger Landini, par l'armée italienne d'occupation, en mai 1943 à Saint-Raphaël et torturé. Ils s’évadent tous deux en novembre 1943 au cours de leur déportation en Allemagne,.

### Engagement dans la résistance
Pendant l'occupation allemande, Léon Landini adhère au Parti communiste clandestin en novembre 1942 à l'âge de 16 ans, en même temps que son père et son frère aîné. Il rejoint les Francs-tireurs et partisans - Main-d'œuvre immigrée (FTP-MOI). Ses deux sœurs participent également à la résistance.

### Actions dans le Var
Le 12 octobre 1942, il participe au sabotage de la voie ferrée qui relie Saint-Raphaël à Cannes, provoquant le déraillement d'un train de marchandises allemand. Au sein de son groupe FTP-MOI, il prend part également au sabotage d'une mine de bauxite à Brignoles le 26 février 1943, puis à l'attaque d’un baraquement de l’armée italienne à Fréjus-Plage le 4 mars de la même année. Après le dépôt infructueux d’une bombe à l’Hôtel Bellevue de Saint-Raphaël, Il est envoyé dans la Creuse pour y rejoindre le maquis FTP dirigé par Jean-Baptiste Virvialle.

### Actions à Lyon

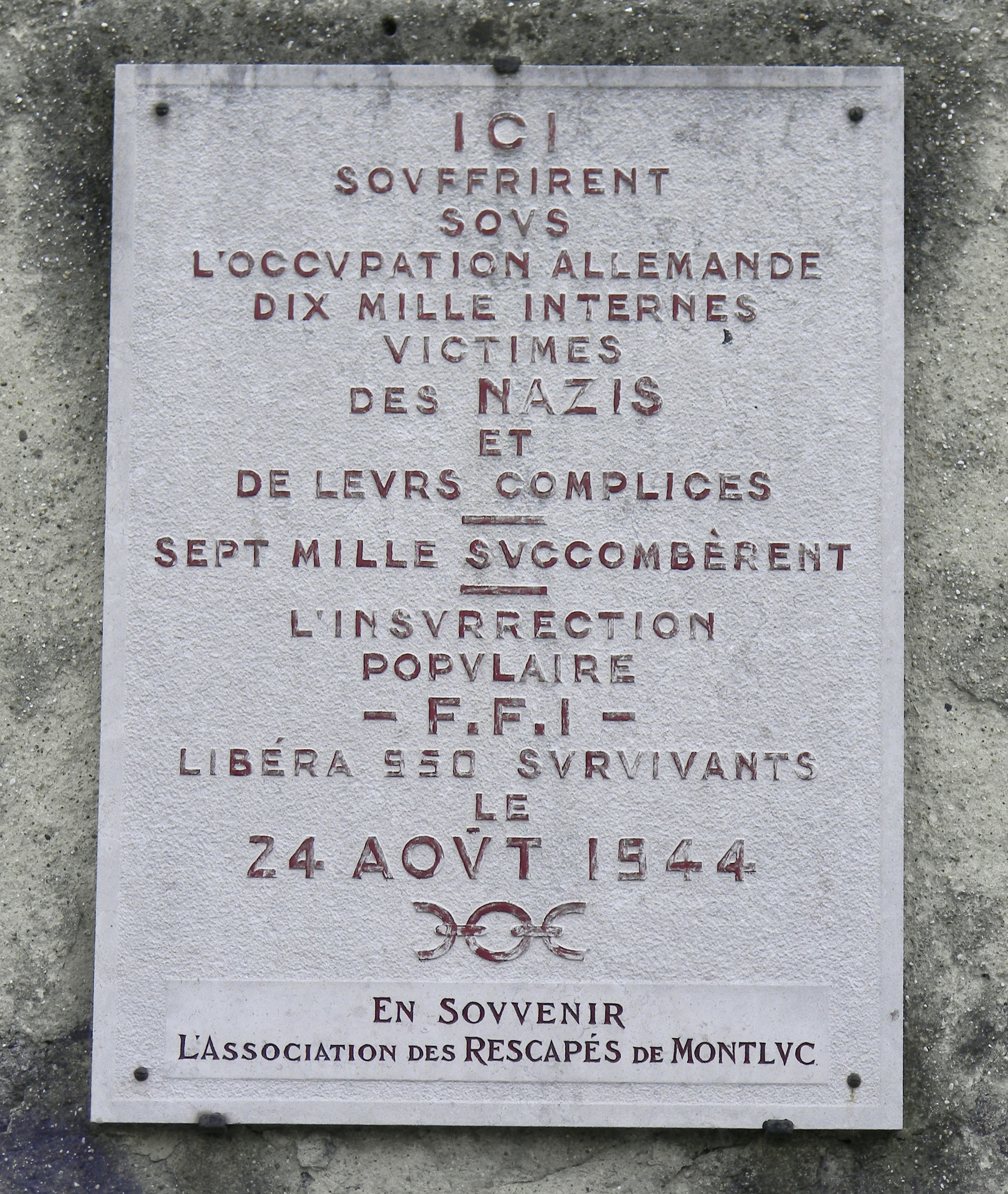
Plaque commémorative des victimes des nazis à la prison Montluc.

Son action dans la résistance se poursuit jusqu'à Lyon où, de mai à juillet 1944, il participe à des attaques contre des soldats allemands, à des destructions de véhicules militaires, des déraillements, ainsi qu'à la mise hors service d'usines travaillant pour l’occupant. Lors d'une opération visant un garage tenu par les Allemands, Léon Landini fait la connaissance du résistant Alter Mojsze Goldman : « Deux résistants faisant partie d'un groupe de combat juif sont alors venus me prêter main-forte. Parmi eux, il y avait cet homme, un peu plus âgé. Il m'a dit : Moi, je viens avec toi. Voilà comment tout a commencé entre moi et Albert, comme tout le monde l'appelait ».
Arrêté le 25 juillet 1944, il est torturé par les miliciens français sous l'autorité de la Gestapo lyonnaise au sein de la prison Montluc, : boîte crânienne enfoncée, vertèbres cervicales abimées, testicules écrasés. Le 24 août 1944, à la suite de l'insurrection de Villeurbanne, déclenchée notamment par le Bataillon Carmagnole-Liberté et obligeant les gardiens allemands à déguerpir en laissant la porte principale ouverte, les détenus, dont Léon Landini, brisent la porte de leur cellule et se libèrent. Il reprend alors le combat à la tête d’une compagnie de 180 résistants avec le grade de sous-lieutenant,.

### Retour à la vie civile
Après la Libération, il est hospitalisé à diverses reprises jusqu’en février 1946, où il est démobilisé.
De retour à Saint-Raphaël, il devient exploitant forestier et fonde une famille puis, en 1963, s’installe dans la région parisienne, où il travaille dans la restauration collective. À Montrouge, Léon Landini retrouve Alter Mojsze Goldman, rencontré en 1944 à Lyon et avec qui il se lie d'amitié.

### Co-fondation du Pôle de renaissance communiste en France
À partir des années 1990, il s'oppose à la transformation du PCF par Robert Hue et fonde, en 2004, avec Georges Gastaud et Georges Hage, un parti alternatif, le Pôle de renaissance communiste en France. Il en est élu président en 2004, puis président délégué en 2006, 2008 et 2011.

### Participation à l'appel des Glières
En 2011, il est l'un des signataires en 2011 de l'Appel de Thorens-Glières aux côtés de Raymond Aubrac, Daniel Cordier, Stéphane Hessel, Pierre Pranchère, Georges Séguy et d'autres figures de la Résistance,, demandant aux candidats à l'élection présidentielle de 2012 de ranimer les idéaux de la Libération et de retrouver les valeurs incarnées en 1944 dans le programme du Conseil national de la Résistance intitulé Les Jours Heureux.

## Décorations
Grand mutilé de guerre et décoré par l'Union des républiques socialistes soviétiques pour faits de résistance[précision nécessaire]. Léon Landini est titulaire des décorations suivantes :
- Officier de la Légion d'honneur (1998)[14]
- Médaille de la Résistance française (31 mars 1947)[15]
- Croix du combattant volontaire de la guerre de 1939–1945
- Croix du combattant volontaire de la Résistance
- Orden de la Amistad, Cuba (22 novembre 2024)[16]

## Mémoire

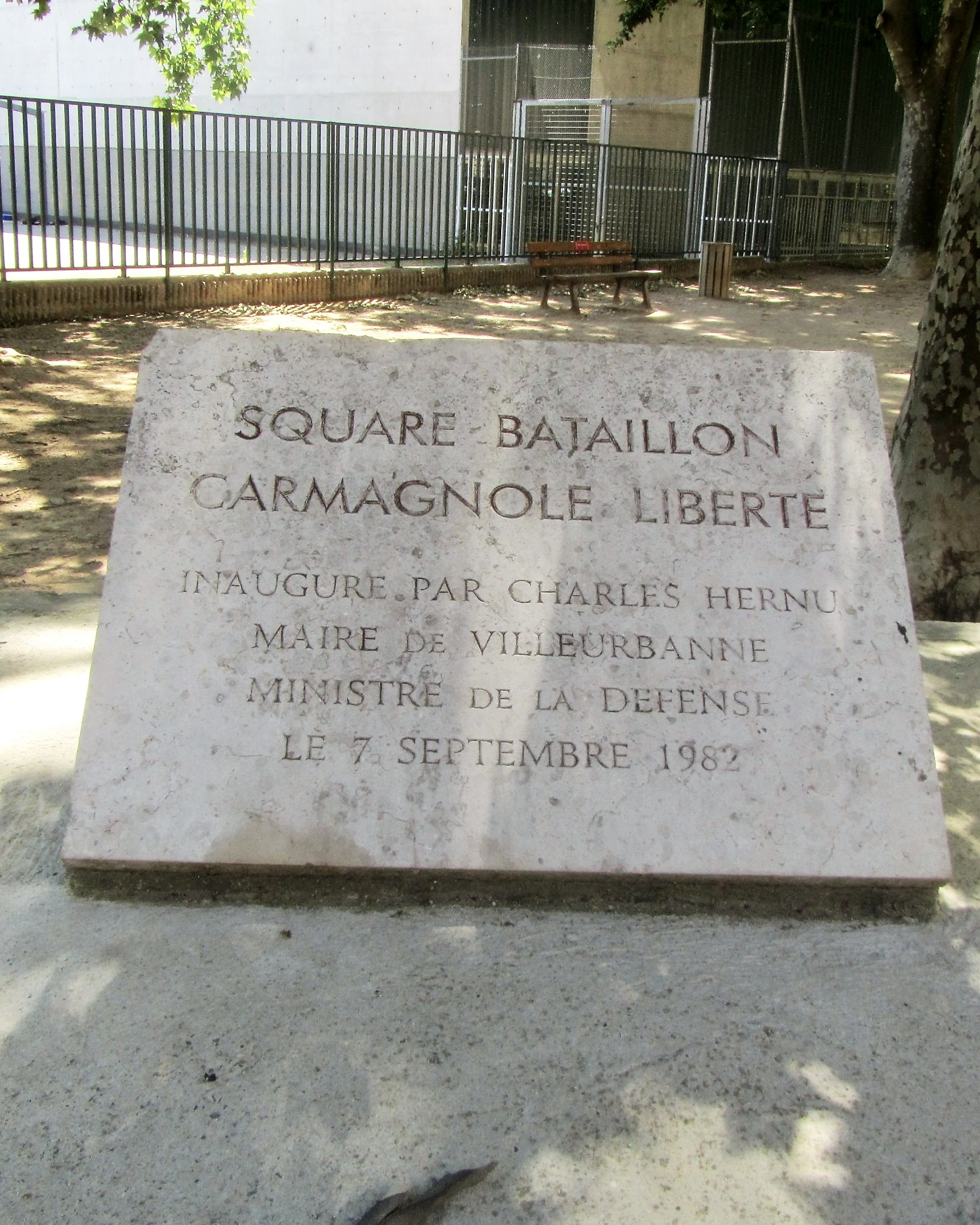
Plaque du square Bataillon Carmagnole Liberté.

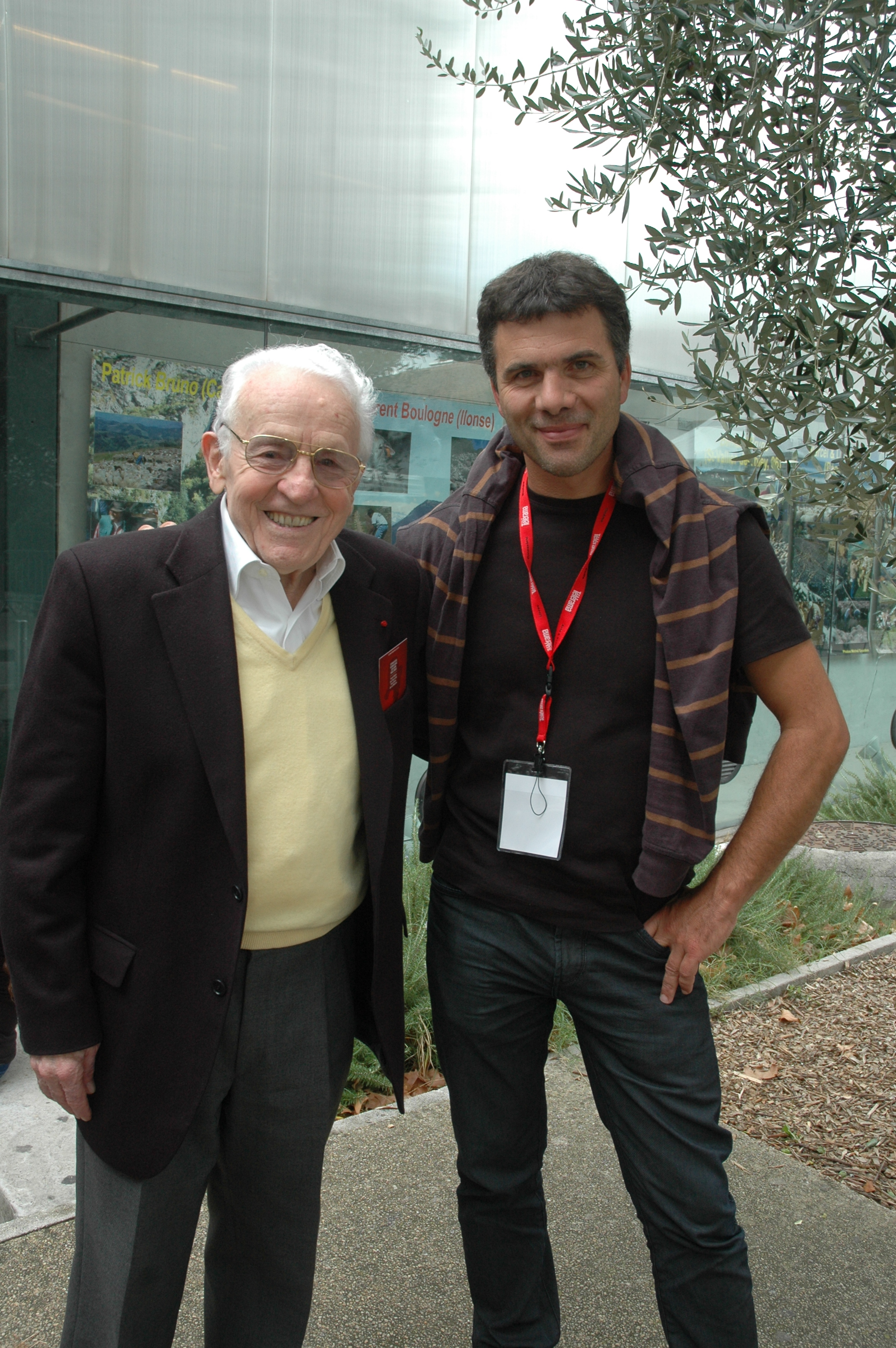
Léon Landini et Gilles Perret à Mouans-Sartoux en octobre 2013.

Léon Landini est président de l'amicale des anciens FTP MOI des bataillons Carmagnole-Liberté,. Avec Henri Krischer, il a réuni et donné, au musée de la Résistance nationale, les archives de nombres d'anciens membres, notamment des biographies et des photos, dont certaines prises par les tortionnaires de Vichy.
Le bataillon Carmagnole-Liberté, longtemps occulté de la mémoire collective, doit attendre 1982 pour être honoré par une plaque dans un square de la ville de Villeurbanne à l'initiative de Charles Hernu, alors ministre de la Défense après la victoire de François Mitterrand à l'élection présidentielle de 1981.
En 2005, Léon Landini fait campagne, avec Pierre Mansat, conseiller communiste à la mairie de Paris, et Bertrand Delanoë, le maire de Paris, pour que soit donné à une petite place du XXe arrondissement le nom de Joseph Epstein, dit Colonel Gilles, militant communiste juif d'origine polonaise et dirigeant des FTP-MOI à Paris, initiateur des tactiques de guérilla urbaine employées dans la capitale, fusillé au fort du Mont-Valérien le 11 avril 1944.
Le témoignage de Léon Landini sert de fil conducteur au documentaire de Gilles Perret, Les Jours heureux en 2013, retraçant l'historique du programme du Conseil national de la Résistance qui « portait les espoirs de milliers de combattants de l'ombre » et devait donner naissance à la sécurité sociale, aux retraites par répartition, aux comités d'entreprises.
Léon Landini, dernier survivant des combattants communistes FTP-MOI, est convié, tardivement, à la panthéonisation des époux Missak et Mélinée Manouchian du 21 février 2024. Il est alors placé au premier rang dans la Garde d’honneur, à côté d'un autre résistant, Robert Birenbaum. Par ailleurs, Léon Landini se déclare opposé à la présence à cette cérémonie de représentants du Rassemblement national, qu'il considère avoir combattus pendant la guerre,.

## Publication
- Réponse à Michel Onfray et Autres textes sur la Résistance et l'engagement, Éditions Delga, 2015, 164 p. (ISBN 978-2-915854-86-2)